# The Lost Road and Other Writings
The Lost Road and Other Writings ist eine Sammlung von Schriften, die zur Mythologie und Entstehung der Fantasiewelt Mittelerde des britischen Autors und Philologen J. R. R. Tolkien gehören. Diese wurden nach seinem Tode von seinem Sohn Christopher Tolkien überarbeitet und herausgegeben. Teilweise sind die Texte der Erzählung The Lost Road nahe mit dem eigenen Schicksal Tolkiens und seiner Arbeit mit der Schöpfung der Sprachen Quenya und Sindarin der Elben verknüpft. Die Geschichten gehören zu den Werken, die vor der Zeit der Erzählungen Der Herr der Ringe und Der Hobbit spielen, wobei The Lost Road auch in der Zeit um das Jahr 1900 spielt.

## Hintergrund
Der fünfte Band der Geschichte von Mittelerde (The History of Middle-earth) wurde von Christopher Tolkien überarbeitet und gibt einen Einblick in den ganzen Umfang der Arbeiten seines Vaters an der Gesamtthematik bis zum Ende des Jahres 1937, als er mit dem Schreiben des Herrn der Ringe begann. Bis dahin hatte er bereits einen großen Teil der Mythologie Mittelerdes erdacht. Auch spätere Formen der Annals of Valinor und der Annals of Beleriand wurden hier berücksichtigt. Das Silmarillion hatte Tolkien bereits stark überarbeitet und nahezu vollendet und mit einer neuen Karte versehen. Der Mythos von der „Musik der Ainur“ war zu einem eigenständigen Werk geworden und auch die Legende vom Untergang Númenors war bereits in einer Grundform vorhanden. Die vormals flache Welt hatte eine plastische runde Form erhalten und der gradlinige Weg in den Westen war verschwunden. Eng damit verbunden war die als eigenständige Erzählung geplante Zeitreise-Geschichte The Lost Road, die eine Verbindung der Welt von Númenor und Mittelerde mit den Legenden aus vergangenen Zeiten und unterschiedlicher Völker herstellen sollte. Darüber hinaus enthält diese Sammlung ein Essay The Lhammas, das sich mit den immer komplexer werdenden Beziehungen der einzelnen Sprachen und Dialekte von Mittelerde befasst. Dieses enthält auch ein etymologisches Wörterbuch mit einer großen Anzahl von Wörtern und Namen in den Elbensprachen und ihrer Entstehung.

## Inhalt
Der Inhalt ist in drei Bereiche unterteilt: The Fall of Númenor and the Lost Road, Valinor and Middle-earth before The Lord of the Rings und The Etymologies.

### The Fall of Númenor and the Lost Road
- The Early History of the Legend – Die Entstehungsgeschichte der Legende
- The Fall of Númenor – Der Fall Númenors
- The Lost Road – Die verlorengegangene Straße. Die Erzählung entstand nach einem Vorschlag von C. S. Lewis, der mit Tolkien befreundet war. Beide wollten jeweils eine fantastische Geschichte schreiben. Lewis verfasste daraufhin das Weltraumabenteuer Out of the Silent Planet, während Tolkien sich für eine Zeitreise als Thema entschied. In The Lost Road geht es um Oswin, Alboin und Audoin. Es ist eine Geschichte zwischen Vater und Sohn, die in der Neuzeit spielt (1890 etwa ist das Geburtsjahr von Alboin, 1918 das seines Sohnes Audoin), aber es ist auch eine Erzählung, die viele Parallelen zu J. R. R. Tolkiens eigenem Leben aufweist.

“Alboin’s biography sketched in these chapters is in many respects closely modelled on my father’s own life”

„Alboins Biographie, die in diesen Kapiteln aufgezeigt wird, ist in vielerlei Hinsicht nahe an das eigene Leben meines Vaters angelehnt.“

Die Geschichte The Lost Road erzählt von dem jungen Alboin, der von seinem Vater wissen möchte, was es mit dem Namen Alboin auf sich habe, da er in der Schule oft gefragt werde, was ein Alboin denn sei, und man ihn scherzhaft oft „all bone“ (alles Knochen) rufe. Also beginnt sein Vater Oswin, ihm die Geschichte von Alboin, dem Sohn Audoins, des Königs der Lombarden zu erzählen. Der Junge jedoch mag den Alboin dieser Erzählung nicht sonderlich und fragt, warum sein Vater keinen anderen, besseren Namen aus dieser Geschichte gewählt habe. Sein Vater sagt: weil der Name schon sehr viel älter sei als diese Legende und seine eigentliche Bedeutung „Elbenfreund“ sei. Alboin ist noch immer unglücklich über diesen Namen, da dieser anstelle einer eigenen Bedeutung nur eine Umschreibung einer Eigenschaft sei. Oswin sagt, dass er ihn auch Ælfwine (die altenglische Form des Namens) hätte nennen können – so wie beispielsweise Ælfwine von Italien, Ælfwine, der Enkel König Alfreds, der bei dem großen Sieg im Jahre 937 fiel, und Ælfwine, der bei der Vernichtung von Maldon starb. Es gäbe eine lange Linie von Elbenfreunden unter den Engländern und Nordmännern. Er habe jedoch Alboin gewählt, nicht die latinisierte Form Albinus, denn diese habe die Bedeutungen „weiß“ und „feenhaft“.
Tolkien war Philologe und es verwundert nicht, dass diese Geschichte auch von der Herkunft der Namen der Protagonisten handelt. Es ist in der langen Linie ein ständiger Wechsel der Namen vom Vater zum Sohn zwischen Alboin und Oswin und verwandten Namen bis zurück zu Elendil, was ebenfalls „Elbenfreund“ bedeutet und den Kreis zur Mythologie Mittelerdes und der Erzählung über den Untergang Númenors schließt. Dorthin gelangen Vater und Sohn schließlich bei ihrer Zeitreise.
Ein weiterer Teil dieser Textsammlung ist die Geschichte des Seefahrers Ælfwine von England (der echte Ælfwine habe mit seinem Sohn Eadwine zu Zeiten Edwards des Älteren in North Somerset gelebt), dem es als Letztem oder gar Einzigem gelungen sei, die Einsame Insel (Tol Eressea) zu erreichen, die eigentlich Avallon gewesen sei. Hier seien ihm die vergessenen Geschichten erzählt worden, die in den ersten beiden Bänden der History of Middleearth als Das Buch der verschollenen Geschichten zusammengefasst wurden. Diese enthalten auch die Geschichte vom Fall Númenors und die Verse über King Sheave, die er als Ballade den Menschen in seiner englischen Heimat vorgetragen habe. Anschließend habe er auch noch das Lied über das „Namenlose Land“ (The Nameless Land) vorgesungen, welches auch Das Lied von Ælfwine genannt wird.

### Valinor and Middle-earth before The Lord of the Rings
- The texts and their relations – Texte und ihre Zusammenhänge
- The later annals of Valinor – Die späteren Annalen von Valinor. Chronologische Auflistung der Ereignisse, die unterteilt ist in die Aufzeichnungen Rumils und Pengolods. Diese Version diente für das Silmarillion als Vorlage.
- The Later Annals of Beleriand – Die späteren Annalen von Beleriand. Die überarbeitete Version der Annalen, die im Silmarillion verwendet wurden.
- Ainulindalë – Die Musik der Ainur. Eine Beschreibung der Erschaffung von Ea (das Sein, die Existenz) durch Eru Ilúvatar, den Einen, den Himmelsvater.
- The Lhammas – Diese Auflistung der Sprachen wird von Tolkien einem gewissen Pengolod von Gondolin zugeschrieben, die dieser auf der Insel Tol Eressea verfasste. Sie basiert auf einer früheren Aufzeichnung Rúmils. Als eine der Quellen Pendolods wird Ælfwine aus England erwähnt, der diese Aufzeichnung gesehen hatte. Das Essay gibt einen Einblick in die sprachliche Konzeption von Mittelerde, einige dieser frühen Entwürfe wurden später von Tolkien nicht mehr verwendet. So wurde aus dem Noldorin das spätere Sindarin und Quenya wurde die Sprache der Hochelben.
- Quenta Silmarillion – Die Erzählung von den Silmaril. Die Geschichten, die später in dem Buch Das Silmarillion herausgegeben wurden. Eine Chronik der Ereignisse vor und während des Ersten Zeitalters in Mittelerde.

### The EtymologiesundAppendix

#### The Etymologies
Die Etymologie der Sprachen Mittelerdes. In diesen Auflistungen gab Tolkien eine Reihe von sprachlichen Wurzel der Elbensprachen wider. Es sind die Grundlagen, von denen sich die unterschiedlichen Worte ableiten lassen. Von diesen Basissilben aus entwickelte er die unterschiedlichen Wörter vor allem in Quenya und Noldorin (später Sindarin), sowie von rund zehn Variationen. Diese sehr umfangreiche Etymologie gibt einen Überblick über das Vokabular der von ihm entwickelten Elbensprachen.

#### Appendix
- The Genealogies – Die Stammtafeln oder Abstammungslinien
- The List of Names – Die Liste der Namen
- The Second ‘Silmarillion’ Map – Die zweite Karte des Silmarillion, Karte von Beleriand, dem Ort der Ereignisse im Silmarillion.[4]

## Einflüsse auf die Konzeption
Annie Kinniburgh vergleicht die Konzeption der Noldorelben mit dem irischen Volk der Túatha Dé Danann. Diese werden in den Anmerkungen zur Erzählung The Lost Road erwähnt und sie sah große Übereinstimmungen mit diesem Volk. So lebten die Túatha Dé Danann ihrer Meinung nach ungefähr zu jener Zeit, die mit dem Zeitalter gleichgesetzt werden könnten, als die Noldor in Beleriand lebten. Auch weise das Schicksal des Elbenfürsten Maedhros, der seine Hand einbüßte und auf den Herrschaftsanspruch verzichtete Ähnlichkeiten mit Nuada dem König der Danu auf. Kinniburgh nahm an, dass Balor mit dem bösen Blick in die Gestaltung der Wesenszüge Saurons einfloss. Beachtenswert sei es, dass es Tolkien so gelang, sein Interesse an mittelalterlicher germanischer und lombardischer Mythologie und Tradition mit dem Atlantismythos um den Untergang eines Landes im Westen (genannt Númenor oder nach dem Untergang Atalantië) zu verknüpfen. Tolkien schrieb den Anfang und das Ende der Geschichte vollendete jedoch nie den Mittelteil. Die Geschichte von Untergang Númenors und die Ausarbeitung der Akallabêth waren ihm wichtiger als diese Zeitreisegeschichte fortzusetzen.

## Ausgaben
- J. R. R. Tolkien, Christopher Tolkien: The lost road and other writings. Language and legend before “The Lord of the Rings”. Houghton Mifflin, Boston 1987, ISBN 0-395-45519-7.
- J. R. R. Tolkien, Christopher Tolkien: The Lost Road and Other Writings (= The History of Middle-earth. Band 5.) Harper Collins, London 1993, ISBN 0-261-10225-7.